# Franjo Rački

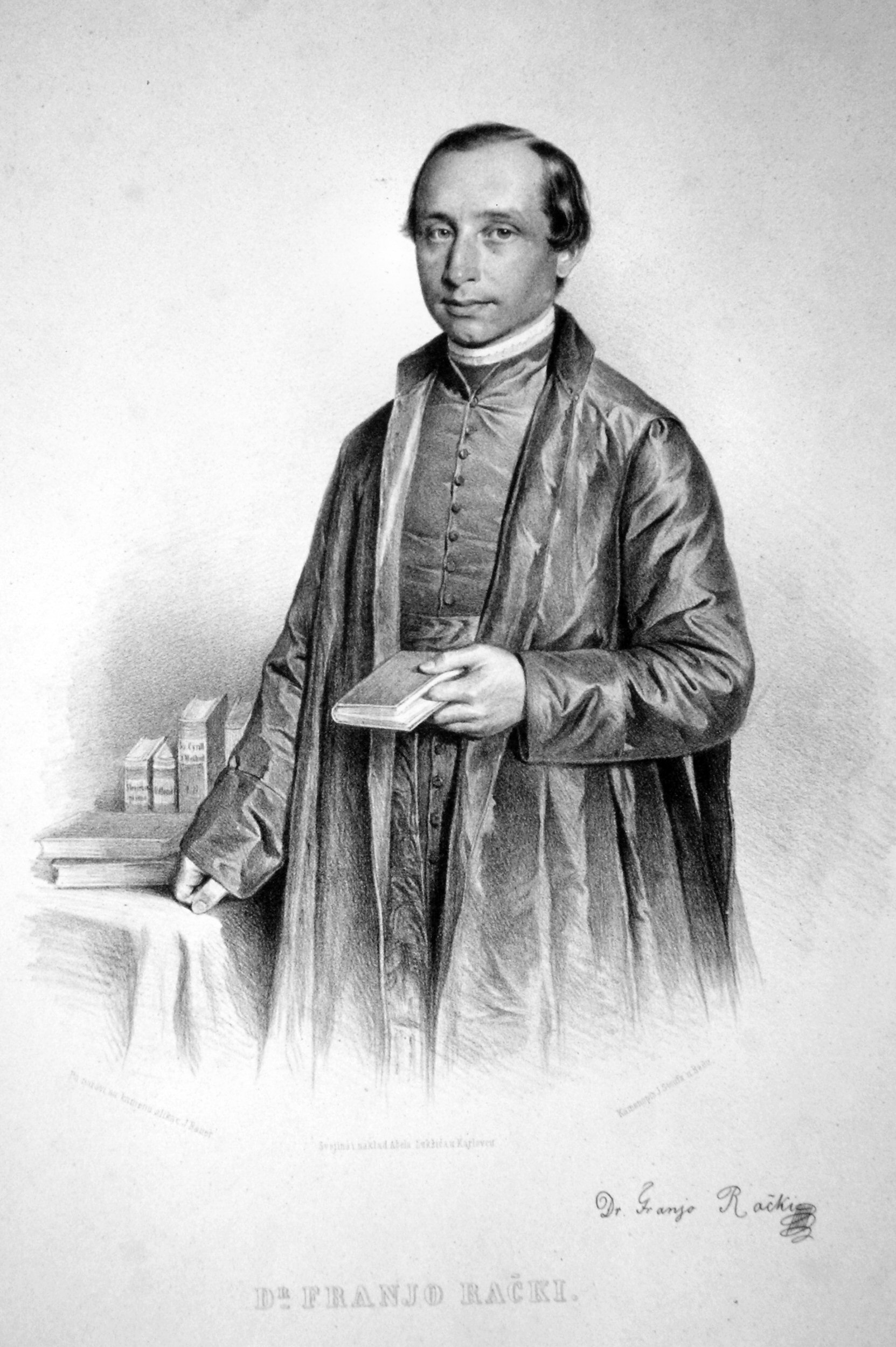
Franjo Rački, Lithographie von Josef Anton Bauer, ca. 1850

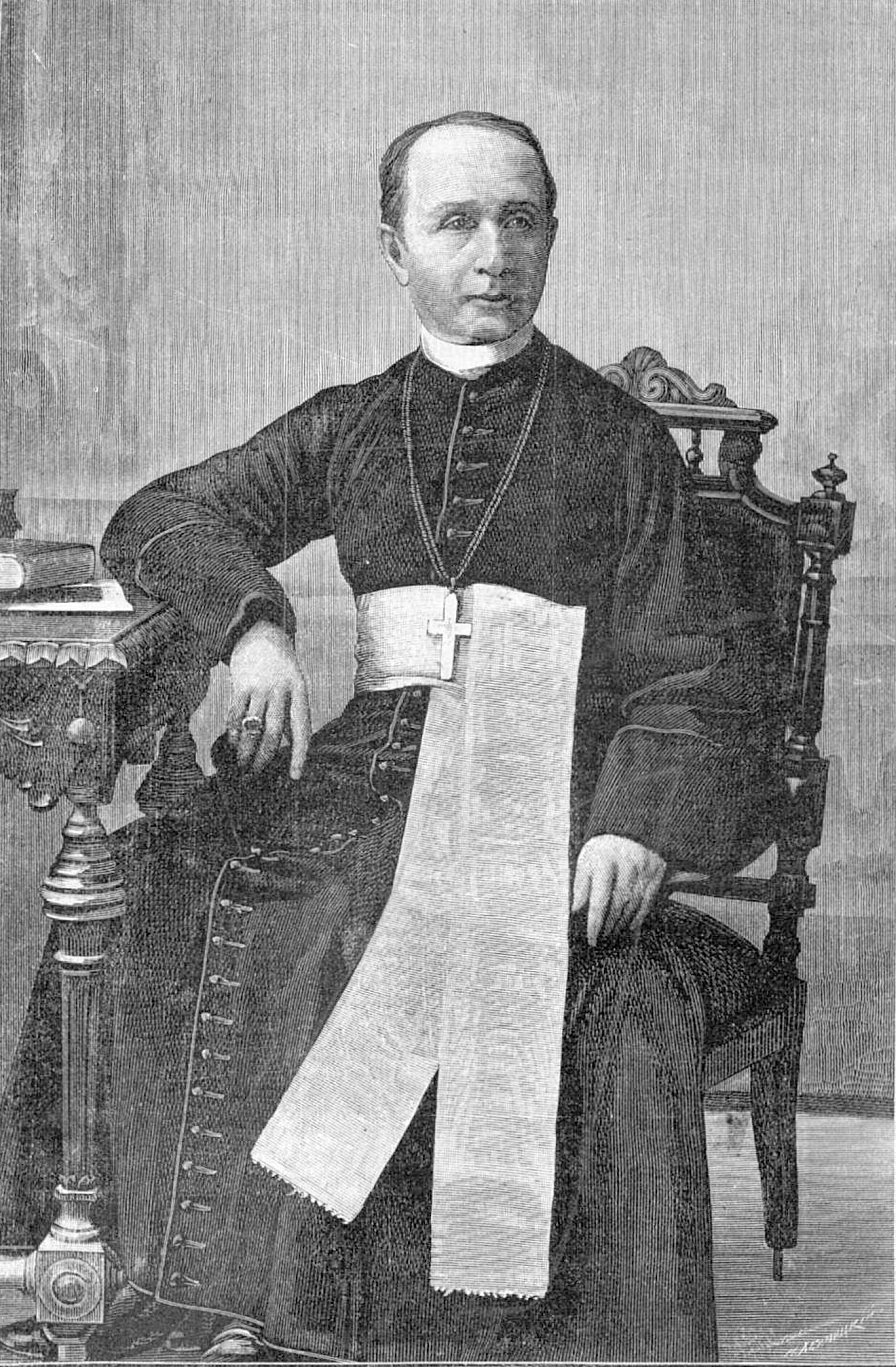
Franjo Rački

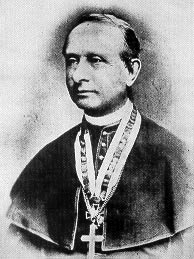
Franjo Rački

Franjo Rački (* 25. November 1828, nach anderen Quellen am 25. November 1829 in Fužine; † 13. Februar 1894 in Zagreb) war ein kroatischer Theologe, Historiker und Politiker.

## Leben
Er studierte in Senj und Wien katholische Theologie, wurde Professor für Kirchengeschichte und Kirchenrecht am Priesterseminar Senj und 1860 Domherr in Zagreb. Nach der Gründung der Südslawischen Akademie der Wissenschaften und Künste wurde er deren erster Präsident. Ab 1861 war er mehrmals kroatischer Landtagsabgeordneter, 1880 Mitgründer der Unabhängigen Nationalpartei. Er gilt als Begründer der kroatischen Historiographie und Archäographie und publizierte viele Arbeiten zur Geschichte des kroatischen Staates vom 9. bis 11. Jahrhundert, der Unabhängigkeitsbestrebungen der Südslawen vom 11. bis 15. Jahrhundert, der Geschichte des Bogomilismus, des kroatischen Staatsrechts und der russischen Literatur und Geschichte sowie mehrere Zeitschriften.
1869 wurde er als korrespondierendes Mitglied in die Russische Akademie der Wissenschaften in Sankt Petersburg aufgenommen.

## Werke
- Viek i djelovanje sv. Cirilla i Methoda slavjamkih apošlolov (Zeitalter und Wirksamkeit der Slawenapostel Cyrill und Method), Zagreb 1857–59, 2 Bde.
- Die slawische Schrift, Zagreb 1861
- Fragmente aus dem kroatischen Staatsrecht, Wien 1861
- die Ausgabe des von ihm in Rom kopierten sogen. Assemannischen Evangeliums (mit Jagic, Zagreb 1865)
- Bogomilen und Patarener (Bogomili i Patareni), Zagreb 1870
- Documenta historiae chroaticae periodum antiquam illustrantis, Zagreb 1877